# Voleibol sentado
O voleibol sentado é uma modalidade de voleibol para atletas com deficiência — física ou relacionada à locomoção — organizada pela World ParaVolley. Ao contrário do voleibol em pé, os jogadores de voleibol sentado devem sentar no chão para jogar.

## História
O voleibol sentado foi inventado nos Países Baixos em 1956, pelo Comitê Esportivo Holandês, como um esporte de reabilitação para soldados feridos. Em 1958, o primeiro contato internacional de voleibol sentado foi realizado entre times de clubes alemães e holandeses.
Foi criado como uma combinação de voleibol e sitzball, um esporte alemão sem rede e jogadores sentados. Em Paralimpíadas, o voleibol sentado apareceu pela primeira vez nos Jogos Paralímpicos de Toronto de 1976 como um esporte de demonstração para atletas com mobilidade reduzida, e, assim como o voleibol em pé, foi oficialmente incluído como esporte de medalha nos Jogos de Arnhem em 1980. O voleibol sentado feminino foi adicionado para as Paralimpíadas de Atenas de 2004.
Após os jogos de Londres 2012, a VolleySLIDE foi fundada por Matt Rogers para promover e desenvolver o esporte globalmente.

## Regras

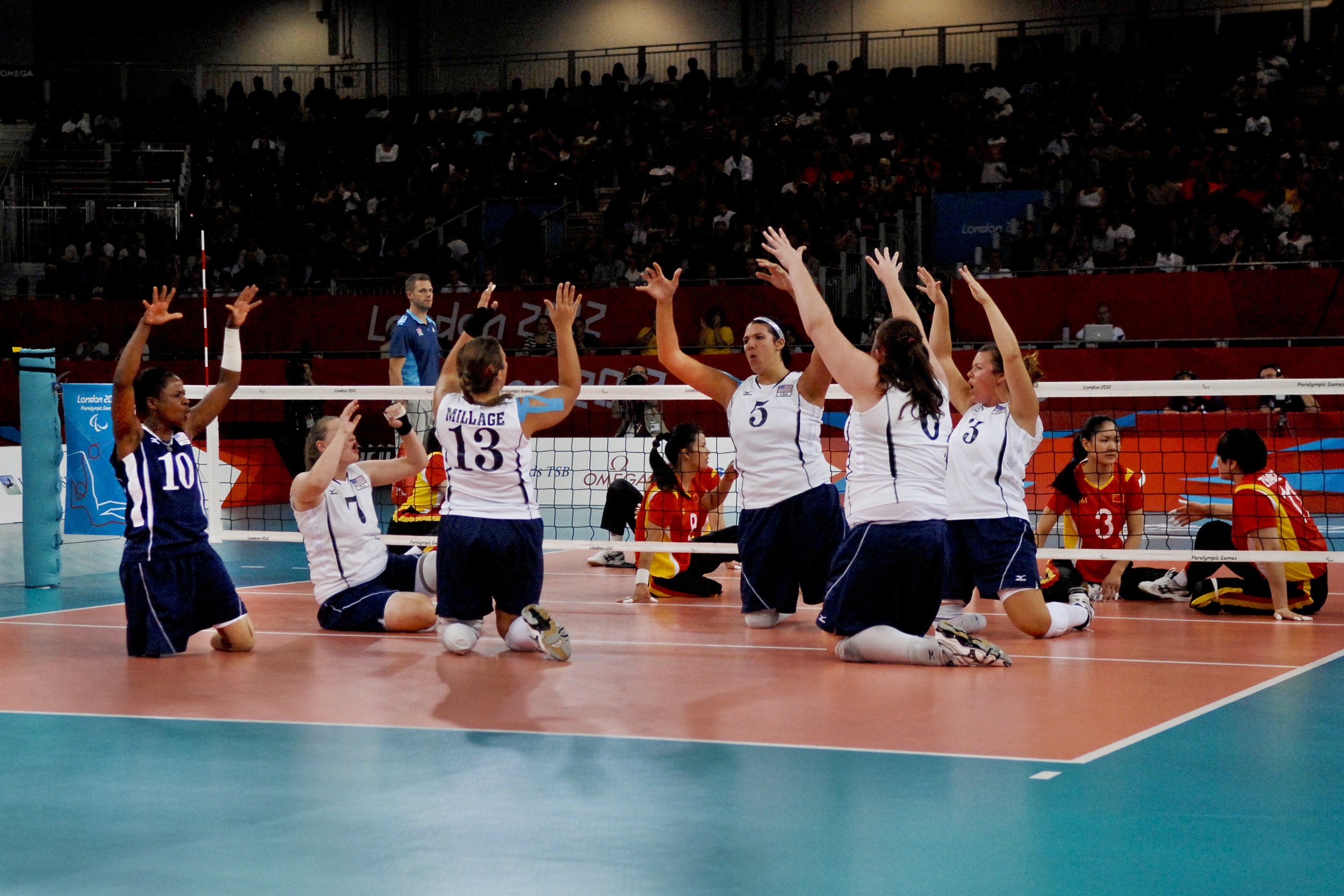
Estados Unidos e China nos Jogos Paralímpicos de Verão de 2012 em Londres, no Reino Unido.

No voleibol sentado, uma rede de 7 metros de comprimento (23 pés) e 0,8 metros de largura (2 pés e 7 pol) é fixada a 1,15 metros (3,8 pés) de altura para homens e 1,05 metros (3,4 pés) de altura para mulheres. A quadra tem 10 por 6 metros (33 por 20 pés) com uma linha de ataque de 2 metros (6,6 pés). As regras são as mesmas da forma original do voleibol, com as exceções de que os jogadores devem ter pelo menos uma nádega em contato com o chão sempre que contactarem a bola e também é possível bloquear o saque.
Atletas com as seguintes deficiências são elegíveis para competir no vôlei sentado: atletas com amputações, lesões na medula espinhal, paralisia cerebral, lesões cerebrais e derrame. As classificações desses atletas por deficiência são colocadas em duas categorias: MD e D. MD significa "Minimamente Incapacitado" e D significa "Desabilitado". Enquanto atletas Minimamente Incapacitados perderam apenas uma fração de sua força muscular e flexibilidade em uma articulação, impedindo-os de jogar vôlei em pé com sucesso, atletas Incapacitados perderam toda a sua força muscular e flexibilidade naquela articulação.
Apenas dois jogadores MD são permitidos na lista para os Jogos Paralímpicos e apenas um é permitido na quadra por vez; isso é para manter a competição justa entre equipes rivais. O resto da equipe deve ser classificado como jogadores D. As habilidades são na maioria idênticas ao vôlei e a seguinte terminologia de jogo se aplica:
- Ace: Um saque que cai na quadra do adversário sem ser tocado.
- Ataque: Tentativa de um jogador de ganhar um ponto rebatendo a bola por cima da rede.
- Linha de ataque: No vôlei de quadra, uma linha a três metros da rede que marca o limite por onde um jogador da linha de trás pode avançar para bater na bola acima da rede.
- Jogador de última linha: No vôlei de quadra, qualquer um dos três jogadores posicionados no fundo da quadra.
- Bloqueio: Impedir que um jogador adversário acerte a bola pulando em direção à rede com os braços no ar.
- Boom: No vôlei de praia, um golpe direto na areia (gíria).
- Linha central: No vôlei de quadra, a linha imaginária que passa diretamente sob a rede e divide a quadra ao meio.
- Chuck: Empurrar ou jogar a bola em vez de bater nela (gíria).
- Quadra: A área de jogo.
- Espaço de cruzamento: A zona acima da rede e entre duas antenas através da qual a bola deve passar durante uma jogada.
- Cavar: Um movimento defensivo em que ambos os braços são colocados juntos na tentativa de quicar uma bola forte no ar.
- Linha final: Linha de fundo da quadra.
- Facial: Um golpe ou estaca que atinge o rosto do oponente (gíria).
- Falta: Uma falta ou erro que resulta na perda do rali.
- Jogador da primeira linha: No vôlei de quadra, qualquer um dos três jogadores posicionados mais próximos da rede.
- Zona frontal: No vôlei de quadra, a área entre a rede e a linha de ataque.
- Ground: Bater a bola no chão, de preferência na quadra do outro time.
- Aquecedor: Uma bola com tacada forte ou com cravos (gíria).
- Hit: Tocar na bola como um jogador ofensivo, um dos três "hits" permitia que uma equipe colocasse a bola de volta na rede.
- Segurar: Deixar a bola cair nas mãos brevemente durante uma tacada, em vez de soltá-la imediatamente.
- Joust: Um duelo ocorre acima da rede entre dois ou mais jogadores adversários que força a bola a ficar parada. O ponto é repetido.
- Matar: Acertar a bola com o braço na quadra do adversário; também chamado de "spike".
- Kong: Um bloqueio com uma mão, nomeado em homenagem ao estilo de King Kong de golpear biplanos no filme original King Kong (gíria).
- Líbero: No vôlei de quadra, um jogador defensivo substituto especialmente hábil em cavar.
- Lábio: Uma boa provocação (gíria).
- Partida: Uma série de sets para determinar um vencedor.
- Mintonette: O nome original do vôlei.
- Míssil: Um golpe ou saque que sai dos limites (gíria).
- Passe: a tentativa de uma equipe de lidar adequadamente com o saque do adversário ou qualquer forma de ataque.
- Rally: Troca de jogadas que decide cada ponto.
- Girar: No vôlei de quadra, mover-se para a próxima posição na quadra no sentido horário.
- Tela: Para impedir que o adversário veja a bola durante o saque.
- Saque:: O golpe usado para colocar a bola em jogo no início de cada jogada.
- Set: 1. A parte de uma partida concluída quando um lado marca pontos suficientes para vencer uma única disputa. 2. Posicionar a bola para que um companheiro de equipe possa atacar.
- Levantador: Jogador que se destaca em preparar os companheiros para o ataque.
- Linha lateral: Linha delimitadora lateral de uma quadra.
- Espadas: Um ás (gíria).
- Spike: Acertar a bola com o braço na quadra do adversário; também chamado de "kill".
- Pico do moinho de vento: O movimento da mão durante o pico segue o movimento do moinho de vento.

## Campeonatos

### Jogos Paralímpicos de Verão

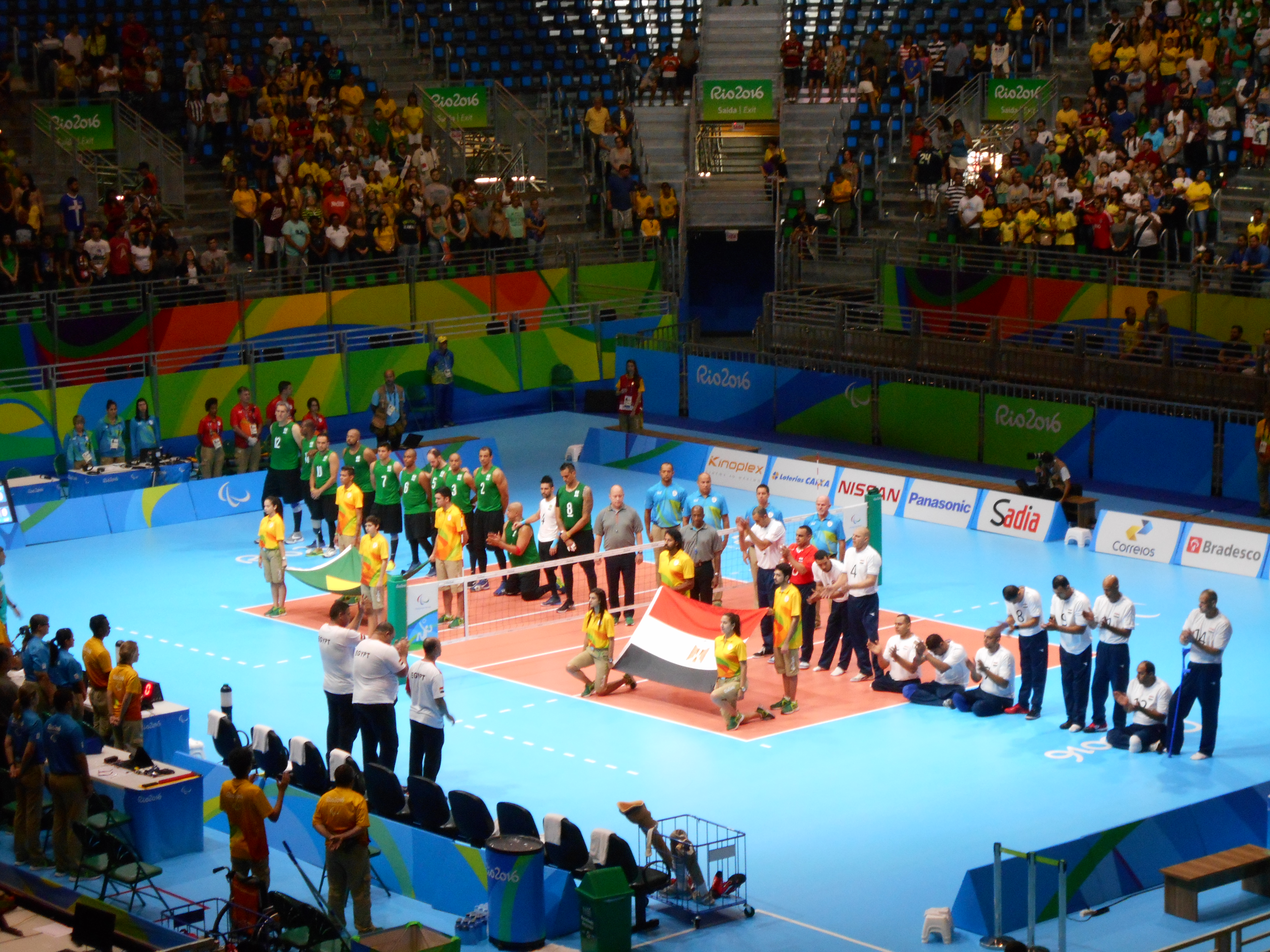
Brasil e Egito nos Jogos Paralímpicos de Verão de 2016, no Rio de Janeiro, no Brasil.

O voleibol sentado foi demonstrado pela primeira vez nos Jogos Paralímpicos de Verão de 1976, apenas com a categoria masculino, tendo sido introduzido como um evento paralímpico com disputa de medalhas em Arnhem 1980. No entanto, a adição do evento feminino do voleibol sentado ocorreu nos Jogos de 2004.

### Campeonato Mundial
O evento masculino foi disputado pela primeira vez em 1983 nos Países Baixos, sendo vencido pelo país anfitrião. O torneio feminino teve sua primeira edição em 1994 na Alemanha, tendo sido conquistado pelos Países Baixos. Por sua vez, a edição mais recente foi disputada em 2022 na Bósnia e Herzegóvina, sendo conquistada por: Irã (masculino) e Brasil (feminino).

## Variações

### Voleibol em Pé
Voleibol em pé é o único esporte de equipe que pode ser jogado "em pé" por pessoas com deficiências físicas. Os atletas amputados têm a opção de jogar com ou sem próteses. Dependendo do senso de equilíbrio, alguns amputados acima do joelho escolhem jogar sem uma prótese, pulando em uma perna. O vôlei em pé é jogado em regras integradas da Federação Internacional de Voleibol (FIVB). O jogo de vôlei em pé decidiu permitir que outros grupos de deficiência participassem, encorajando, portanto, mais nações a participar. Embora isso inicialmente tenha criado mais problemas de classificação, o World ParaVolley finalmente, após quatro anos, estabeleceu critérios para classificação, que incluem aqueles jogadores com várias deficiências de braço ou perna.

### Voleibol de Praia
O Voleibol de Praia é uma versão do vôlei em pé jogado em quadras de praia em vez de quadras cobertas. É jogado com equipes de três membros e funciona no sistema de classificação paraolímpico. As regras padrão do vôlei de praia da FIVB são seguidas. O esporte está crescendo, com equipes competindo regularmente na Ásia e na Oceania desde 2007. Desde 2018, a World ParaVolley está trabalhando para incluir o vôlei de praia paraolímpico como um esporte de medalha nos jogos de Los Angeles em 2028.